# マテウス・ボニファシオ・サウダーニャ・マリーニョ
マテウス・ボニファシオ・サウダーニャ・マリーニョ（Matheus Bonifácio Saldanha Marinho、1999年8月19日 - ）は、ブラジル・ミナスジェライス州ウベラバ出身のプロサッカー選手。UAEプロリーグ・アル・ワスルFC所属。ポジションはフォワード。

## 来歴
ECバイーアのユースチームでキャリアをスタートさせ、2020年トップチームに昇格。

### ジェフユナイテッド千葉
2021年1月19日、J2リーグのジェフユナイテッド市原・千葉に期限付き移籍で加入することが発表された。4月5日に日本に入国した。
2022年1月2日、ジェフ千葉との契約を更新して完全移籍に切り替わったものの、8月4日には中国の成都蓉城足球倶楽部へ2022年シーズン終了まで期限付き移籍した。
2023年1月26日、1年間の期限付き移籍でアゼルバイジャンのネフチ・バクーに加入。しかし同年7月、セルビアのパルチザン・ベオグラードからオファーが届き、UEFAカンファレンスリーグの試合を控えていたネフチはこれを拒否したもの、選手がチーム練習をボイコットしたため、7月25日にネフチはサウダーニャのチームからの追放を決定したと発表した。

### パルチザン
2023年7月28日、パルチザン・ベオグラードは4年契約でサウダーニャの獲得を発表した。一方、保有権を持っていたジェフユナイテッド千葉は7月30日に期限付き移籍でのパルチザン加入を発表し、同年12月26日に完全移籍を発表した。

### フェレンツヴァーロシュ
2024年9月3日、ハンガリーのフェレンツヴァーロシュTCへの移籍が発表された。フェレンツヴァーロシュでは公式戦38試合に出場し14ゴールを記録した。

### アル・ワスル
2025年7月11日、アラブ首長国連邦のアル・ワスルFCへの移籍が発表された。

## 所属クラブ
- 2020年 - 2022年  ECバイーア
  - 2021年  ジェフユナイテッド市原・千葉 (期限付き移籍)
- 2022年 - 2023年  ジェフユナイテッド市原・千葉
  - 2022年8月 - 同年12月  成都蓉城足球倶楽部 (期限付き移籍)
  - 2023年2月 - 同年7月  ネフチ・バクー (期限付き移籍)
  - 2023年7月 - 同年12月  パルチザン・ベオグラード (期限付き移籍)
- 2024年  パルチザン・ベオグラード
- 2024年 - 2025年  フェレンツヴァーロシュTC
- 2025年 -  アル・ワスルFC

## 個人成績
| 国内大会個人成績 | 国内大会個人成績 | 国内大会個人成績 | 国内大会個人成績 | 国内大会個人成績 | 国内大会個人成績 | 国内大会個人成績 | 国内大会個人成績 | 国内大会個人成績 | 国内大会個人成績 | 国内大会個人成績 | 国内大会個人成績 |
| 年度             | クラブ           | 背番号           | リーグ           | リーグ戦         | リーグ戦         | リーグ杯         | リーグ杯         | オープン杯       | オープン杯       | 期間通算         | 期間通算         |
| 年度             | クラブ           | 背番号           | リーグ           | 出場             | 得点             | 出場             | 得点             | 出場             | 得点             | 出場             | 得点             |
| 日本             | 日本             | 日本             | 日本             | リーグ戦         | リーグ戦         | リーグ杯         | リーグ杯         | 天皇杯           | 天皇杯           | 期間通算         | 期間通算         |
| ---------------- | ---------------- | ---------------- | ---------------- | ---------------- | ---------------- | ---------------- | ---------------- | ---------------- | ---------------- | ---------------- | ---------------- |
| 2021             | 千葉             | 49               | J2               | 31               | 3                | -                | -                | 1                | 0                | 32               | 3                |
| 2022             | 千葉             | 19               | J2               | 16               | 1                | -                | -                | 0                | 0                | 16               | 1                |
| 通算             | 日本             | 日本             | J2               | 47               | 4                | -                | -                | 1                | 0                | 48               | 4                |
| 総通算           | 総通算           | 総通算           | 総通算           | 47               | 4                | 0                | 0                | 1                | 0                | 48               | 4                |

## タイトル

### 個人
- セルビア・スーペルリーガ得点王: 2023-24 (17得点)
- セルビア・スーペルリーガベストイレブン: 2023-24